# 皮里耶帕特纳
皮里耶帕特纳（Piriyapatna），是印度卡纳塔克邦Mysore县的一个城镇。总人口14922（2001年）。

## 人口
该地2001年总人口14922人，其中男性7601人，女性7321人；0—6岁人口1715人，其中男893人，女822人；识字率66.55%，其中男性为72.21%，女性为60.66%。